# Гончаров, Константин Владимирович
Константин Владимирович Гончаров (24 апреля 1969 года, Ленинград — 17 мая 1998 года, Санкт-Петербург) — советский и российский художник, дизайнер, модельер и стилист. Он был учеником и соратником Тимура Новикова. Художники оказали друг на друга большое влияние. Константин Гончаров был членом новиковской «Новой академии» с момента её основания. Вместе с Алексеем Соколовым они создали модное ателье «Строгий юноша». Гончарова также называют стилистом группы «Кино». Его работы находятся в коллекциях Эрмитажа и Русского музея.

## Биография
Константин Гончаров родился 24 апреля 1969 года в Ленинграде. Он учился в одной школе с Алексеем Соколовым, но познакомились они позже. Уже в подростковом возрасте Константин Гончаров выделялся привычкой необычно одеваться. После окончания школы он поступил в Ленинградский техникум легкой промышленности. В дальнейшем работал в ателье мужской одежды. После участия в создании костюмов к «Баядерке» увлекся балетом.
В 1987 году Константин Гончаров познакомился с художником Тимуром Новиковым, который стал его наставником и, по некоторым свидетельствам, любовником. Гончаров обучался в новиковском «Свободном университете». Под наставничеством Новикова сформировался стиль модельера. В свою очередь Гончаров оказал влияние на эстетические представления Новикова: он помогал в пошиве его знаменитых картин из ткани, привил ему любовь к балету и моде. Константин Гончаров был членом «Новой академии» с момента её основания, активно участвовал в её выставках и проектах.
В начале 1990-х годов Константин Гончаров вместе с Тимуром Новиковым и Алексеем Соколовым открыл собственное модное ателье «Строгий юноша». Названо оно было так по фильму режиссёра Абрама Роома, который был культовым среди членов новиковского круга художников. Хотя эстетика картины не была близка лично Гончарову. Изначально ателье существовало в художественной мастерской Тимура Новикова на чердаке на канале Грибоедова. В 1994 году при поддержке Алены Спициной оно переехало на Австрийскую площадь в отдельное помещение. Услугами ателье пользовались многие представители петербургской богемы, в том числе художники «Новой академии» Денис Егельский и Иван Мовсесян, участники группы «Кино» Гурьянов, Георгий Константинович/Георгий Гурьянов и Виктор Цой, певица Жанна Агузарова, искусствоведы Аркадий Ипполитов и Андрей Хлобыстин, композитор Леонид Десятников, критик Авдотья Смирнова, княжна Катя Голицына, художники Пьер и Жиль, актриса Ирена Куксенайте, ювелир Эндрю Логан, певица Джоанна Стингрей, герцогиня Франческа Габсбург-Лотарингская.
В 1990-х годах Тимур Новиков заразился ВИЧ-инфекцией. Вскоре заболел и Константин Гончаров. Он умер 17 мая 1998 года от пневмонии.

## Творчество
По словам искусствоведа Екатерины Андреевой, ранние работы Константина Гончарова были похожи на конструктивистские костюмы в фильме «Аэлита» Якова Протазанова.
Работы ателье «Строгий юноша» оценивались многими критиками как произведение искусства. Эта одежда создавала имиджевый образ и была своего рода портретом владельца, его «дворцом». Она отличалась проработкой мелких деталей и часто содержала потайные украшения, о которых знал только владелец.
Искусствоведы отмечают, что, как и Тимур Новиков, Константин Гончаров никогда не ограничивался созданием только костюмов. Он создавал художественную среду, проявлял хорошие организаторские способности. Вместе с Новиковым Гончаров придерживался идеи Мишеля Фуко, изложенной в эссе «Что такое Просвещение?». Согласно ей современность актуализируется через «ироническую героизацию». Также творчество художников характеризуется «борьбой за прекрасное». Творчество Гончарова не просто мода, а философия жизни, в которой высшей целью является совершенство.
Ключевыми работами Константина Гончарова критики называют костюмы к проекту «Passiones Luci» «Новой академии» и к модернистскому балету «Леда и лебедь» Сергея Вихарева.
Проект «Passiones Luci» был осуществлён художниками «Новой академии» в 1995 году. Его целью было создание иллюстраций к роману древнеримского писателя Апулея «Золотой осел», переведённому в 1929 году Михаилом Кузминым. Константин Гончаров и Алексей Соколов сшили для этого 28 костюмов. Гончаров также выступил в качестве режиссёра проекта. Выставка, разделённая на две части, прошла в июле в «Новой академии» и Мраморном дворце Русского музея. Позднее она была показана во многих странах мира: Грузии, Германии, Дании, Бельгии и так далее. Костюмы были высоко оценены критиками. Константин Гончаров и Ольга Тобрелутс по итогам выставки удостоились денежных наград. Он также был признан «лучшим художником авангарда» на московском фестивале «АЛЬБО-мода». Три костюма проекта находятся в коллекции Эрмитажа, ряд костюмов (в том числе осла) — в Русском музее.
В 1995 году хореограф Сергей Вихарев задумал поставить модернистский балет «Леда и лебедь» на музыку Густава Малера. В качестве мастера по костюмам по совету художницы Беллы Матвеевой он привлёк Константина Гончарова. Премьера балета состоялась в рамках фестиваля «Петербургские сезоны» в Эрмитажном театре. Постановка была также показана на гастролях в Японии. В этом же году Гончаров получил премию «Мастер», которая вручалась в Александринском театре.
В 2023 году юбилейная выставка-ретроспектива «Клин Новикова» в Русском музее подверглась цензуре со стороны нового директора Аллы Маниловой. В частности, у гончаровского костюма осла в складки был зашит бутафорский половой член.

### Основные выставки
- 1990. «Ночная партия» (Дворец культуры работников связи, Ленинград)[15]
- 1991. «Академизм и Неоакадемизм» (Музей Ленина, Мраморный дворец)[3]
- 1994. «Ренессанс и резистанс (Возрождение и сопротивление)» (Государственный Русский музей, Мраморный дворец)[3][16]
- 1994. Костюмированный бал «Русские сказки» (Санкт-Петербург)[16]
- 1994. «Олимп на крыше» (Санкт-Петербург)[3]
- 1995-1996. «Самоидентификация. Тенденции искусства Петербурга с 1970 года до наших дней» (Копенгаген, Киль, Берлин, Осло, Сопот, Санкт-Петербург)[3]
- 1995. «Passiones Luci» (Государственный Русский музей, Мраморный дворец)[3]
- 1996. «Метафоры отрешения» (Кунстферайн, Карлсруэ)[3]
- 1996. «Московский форум художественных инициатив» (Москва)[16]
- 1996	Назад к фотографии (Москва)[16]
- 1998	Новая академия (Санкт-Петербург)[16]

Посмертные выставки:
- 2008.	«Памяти Тимура Новикова» (Санкт-Петербург)[16]
- 2009.	«Искусство про искусство» (Санкт-Петербург)[16]
- 2015.	«Неоакадемизм в Санкт‑Петербурге/ Neoacademism in Saint Petersburg» (Будапешт)[16]
- 2019-2020. «Андеграунд 90‑х: художники на танцполе» (Санкт-Петербург, Екатеринбург)[16]
- 2020.	«История развития мультимедиа искусства Ленинграда — Санкт‑Петербурга 1985–2000 годов» (Санкт-Петербург)[16]
- 2023. «Клин Новикова» (Государственный Русский музей, Мраморный дворец)[12][13]